# محمود نجم‌آبادی
محمود نجم‌آبادی (۱۳۷۹–۱۲۸۲) طبیب، نویسنده، مترجم، استاد دانشگاه و روزنامه‌نگار و محقق و مورخ ایران در عرصهٔ پزشکی بود.
وی که علاوه بر صدها عنوان تألیف و تحقیق به صورت کتاب و مقاله در عرصهٔ تاریخ پزشکی به زبان‌های فارسی و فرانسوی، کلکسیونی از افتخارات را در کارنامه خود دارد و از جمله سال‌ها عضو رسمی و نایب رئیس انجمن تاریخ طب فرانسه و انجمن بین‌المللی تاریخ طب در پاریس و دارای نشان شوالیه از این کشور و همین‌طور نشان درجه اول سپاس از طرف دولت ایران می‌باشد، سهم عمده‌ای در معرفی بزرگترین پزشکان تاریخ ایران همچون محمد زکریای رازی، ابوعلی سینا، اهوازی و… به ایرانیان و جهانیان و اثبات سهم بزرگ این پزشکان در اعتلای دانش پزشکی در جهان داشته‌است.

## سال‌های نخست زندگی و تحصیلات اولیه
در سال ۱۲۸۲ خورشیدی در تهران به دنیا آمد. نسب خانوادگی او از طرف مادر به شیخ هادی نجم‌آبادی، روحانی بزرگ و نامدار ایران در عصر مشروطیت و فراماسونر از طرف پدر به محمد نجم‌آبادی، اولین متولی مدرسه سپهسالار (مدرسه عالی شهید مطهری امروزی)، می‌رسید که شاگرد ممتاز میرزا محمدرضا کلهر و از خطاطان نامی ایران بود. تحصیلات اولیه اش را در مدرسه شرکت گلستان که در محل بیمارستان وزیری تأسیس شده بود، به انجام رسانید. از همشاگردی‌های شاخص او در این مدرسه میرزا عباس خان اقبال آشتیانی بود که البته پس از تعطیل مدرسه شرکت گلستان از هم جدا شدند و محمود نجم‌آبادی به مدرسهٔ قدیم ایران و آلمان و عباس اقبال به دارالفنون رفت. هرچند که پس از بروز جنگ جهانی اول و تعطیل مدرسه ایران و آلمان نجم‌آبادی نیز وارد دارالفنون شد.
اما پس از اینکه مدرسه دارالمعلمین به ریاست میرزا ابو الحسن خان فروغی برادر محمد علی فروغی ذکاء الملک دوم تأسیس شد، نجم‌آبادی به آنجا رفت و جزو دوره دوم دیپلمه‌های دارالمعلمین فارغ‌التحصیل شد. از همدوره‌های شاخص او، سید فخر الدین شادمان، نصرت‌الله باستان، سید عبد العلی پرتو علوی و عبد الحمید مشایخ طباطبایی قابل ذکر می‌باشند. محمود نجم‌آبادی که در تمام مراحل تحصیل خود شاگرد اول بود، و از جمله در آخر دوران مدرسه خود که کلاس پنجم بود، موفق به اخذ مدال شده بود، پس از پایان دوره دانش آموزی به مدرسه طب رفت و تحصیلات خود را در آنجا آغاز نمود.

## تحصیل در مدرسه طب
نجم‌آبادی در سن ۱۹ سالگی وارد مدرسه طب شد. این مدرسه ۵ کلاس داشت، و دانشجویان در سال آخر مدرسه طب، ۸ ماده درسی داشتند. پیش از اینکه وی از مدرسه طب دیپلم بگیرد، رئیس بهداری وقت که سعید لقمان الملک بود به خاطر اینکه متوجه استعداد او شده بود، وی را در انستیتو پاستور استخدام نمود. در روزی که وی امتحان می‌داد، حسین معتمد، امیر اعلم و حکیم اعظم وعده‌ای دیگر آنجا بودند. در این ضمن افسر بیماری آمد و همین آمدن او باعث شد که مسئله‌ای پیش بیاید. بدین معنا که رئیس مدرسه تشخیص داده بود پای این افسر مریض مبتلا به سل استخوان است، اما نجمآبادی تشخیص داد که پای او آب آورده‌است. وقتی صحبت شد گفتند فلانی شاگرد خوبی است و نجم‌آبادی چون به کار خود مطمئن بود از تشخیص خود دفاع کرد. بعد از بحث و گفتگو معلوم شد که حرف وی درست است و حسین معتمد هم تشخیص او را تأیید کرد.
وی دوره انترنی خود را در مریضخانه دولتی سابق و ابن سینای کنونی و همین‌طور در بیمارستان وزیری گذراند و مراحل رسیدن به طبابت را از کارآموزی و انترنی و آسیستانی تا رئیس بخش بودن سپری کرد.

## طبابت در شهرهای ایران
نجم‌آبادی در مدرسه طب نیز شاگرد اول شد و بعد از فراغت از تحصیل و در سال ۱۳۰۹ خورشیدی به قوچان رفت و مدت ۲ سال در قوچان و باجگیران بود و در آنجا حکیم قانونی و حکیم نظام وظیفه محسوب می‌شد. وی بعد از آن و در سال ۱۳۱۲ به سبزوار آمد و رئیس بیمارستان حشمتیه این شهر شد.
وی پس از اینکه مدتی در سبزوار طبابت کرد به تهران آمد و در انستیتو پاستور مشغول کار شد. رئیس انستیتو پاستور در این زمان ژان فراندل فرانسوی بود که به وی خیلی اعتقاد داشت. فعالیت او در انستیتو پاستور تا زمانی که انگلیسی‌ها هدایت این مؤسسه را بر عهده گرفتند ادامه داشت.
وی پس از کار در انستیتو پاستور، مدتی هم در بیمارستانهای دیگر تهران همچون بیمارستان رازی به طبابت پرداخت و سپس به ریاست بیمارستان‌های نجات و لقمان‌الدوله (لقمان حکیم امروزی) رسید و تا زمان بازنشستگی در این قبیل مناصب فعال بود.

## فهرستی از عناوین و مشاغل
دیپلمه از دانشکده پزشکی ایران، کارورز سایق بیمارستانهای تهران، دارنده دانشنامه و گواهینامه دوره بهداشت از دانشگاه پاریس، شاغل مقامات مختلف در وزارت بهداری، نماینده ایران در کنگره‌های مختلف و متعدد و…، وی که سال‌ها در دانشکده‌های پزشکی، بهداشت و معارف اسلامی تدریس می‌نمود و سرپرست بخش تحقیقات اریخی و بهداشتی و همین‌طور مقام دبیرکلی انجمن ایرانی تاریخ علوم و طب را عهده‌دار بود.
وی علاوه بر تألیفات زیاد به زبانهای فارسی و فرانسه، دارای مدال علمی درجه اول و درجه دوم سپاس از ایران و نشان شوالیه (آر.ا. لتر) از فرانسه می‌باشد و همچنین عضو رسمی انجمن تاریخ طب فرانسه و انجمن بین‌المللی تاریخ طب در پاریس محسوب می‌شود.

## آثار
- محمد زکریای رازی
- تاریخ طب ایران
- تعالیم پزشکی صد سالهٔ فرانسویان در ایران
- اصول بهداشت
- آبله و سرخک، ترجمه
- آیین پزشکی یا پندنامهٔ اهوازی ترجمه؛
- تصحیح «رسالهٔ جودیه»؛
- مقدمه بر «طب اسلامی
- راهنمای پزشکان
- مختصری از طب اسلامی بخصوص خدمات ایرانیان
- فهرست کتابهای چاپی فارسی طبی
- بلای عظیم نسل بشر، سیفیلیس و سوزاک